# Piaggio P.X
Il Piaggio P.X era un motore aeronautico radiale 9 cilindri raffreddato ad aria prodotto dall'azienda italiana Rinaldo Piaggio S.p.A. negli anni trenta.
Era caratterizzato dall'adozione di un compressore e per la trasmissione del moto all'elica interposta da un riduttore di velocità.

## Versioni
- P.X RC.15 - versione dotata di compressore ottimizzato per la quota di ristabilimento di 1 500 m
- P.X RC.35 - versione dotata di compressore ottimizzato per la quota di ristabilimento di 3 500 m

## Velivoli utilizzatori
Italia
- IMAM Ro.37bis
- IMAM Ro.43
- Savoia-Marchetti S.M.73
- Savoia-Marchetti S.M.81 "Pipistrello"